# Гумгал, Зденек
Зденек Гумгал (чеш. Zdeněk Humhal; 30 декабря 1933, Прага, Чехословакия — 24 ноября 2015) — чехословацкий волейболист, серебряный призёр летних Олимпийских игр в Токио (1964).

## Спортивная карьера
Окончил факультет машиностроения политехнического университета в Праге.
Выступал в составе пражской «Славии» (1953—1967). Пятикратный чемпион ЧССР (1956—1959 и 1964), четырехкратный серебряный призер (1960—1963) и бронзовый призер (1965). Заслуженный мастер спорта ЧССР.
Чемпион Всемирной Универсиады в Турине (1959).
С 1954 по 1964 г. выступал за сборную Чехословакии. Был двукратным серебряным призером чемпионатов мира: в Бразилии (1960) и в Москве (1962). Двукратный чемпион Европы: Бухарест (1955) и Прага (1958).
На летних Олимпийских играх в Токио (1964) в составе национальной сборной ЧССР завоевал серебряную медаль.
С 1967 по 1971 г. был первым чехословацким игроком и играющим тренером в высшем итальянском дивизионе — серия A1 («Парма», «Падуя»). В 1975—1976 гг. работал тренером юниоров в пражской «Славии», в 1978 г. — в тренерском штабе сборной ЧССР.
По завершении спортивной карьеры работал в качестве в компаниях «Хемпроект» и Техноэкспорт, занимаясь вопросами лицензирования технологий в химической промышленности.
Его старший брат, Милослав, также был известным волейболистом и с 1977 по 1978 гг. возглавлял федерацию волейбола ЧССР.
Был введен в Зал волейбольной славы Чехословакии.